# Meuschenia trachylepis
Meuschenia trachylepis är en fiskart som först beskrevs av Günther 1870.  Meuschenia trachylepis ingår i släktet Meuschenia och familjen filfiskar. Inga underarter finns listade i Catalogue of Life.